# Idiodes apicata
Idiodes apicata är en fjärilsart som beskrevs av Achille Guenée 1858. Idiodes apicata ingår i släktet Idiodes och familjen mätare. Inga underarter finns listade i Catalogue of Life.